# Uilleann pipes

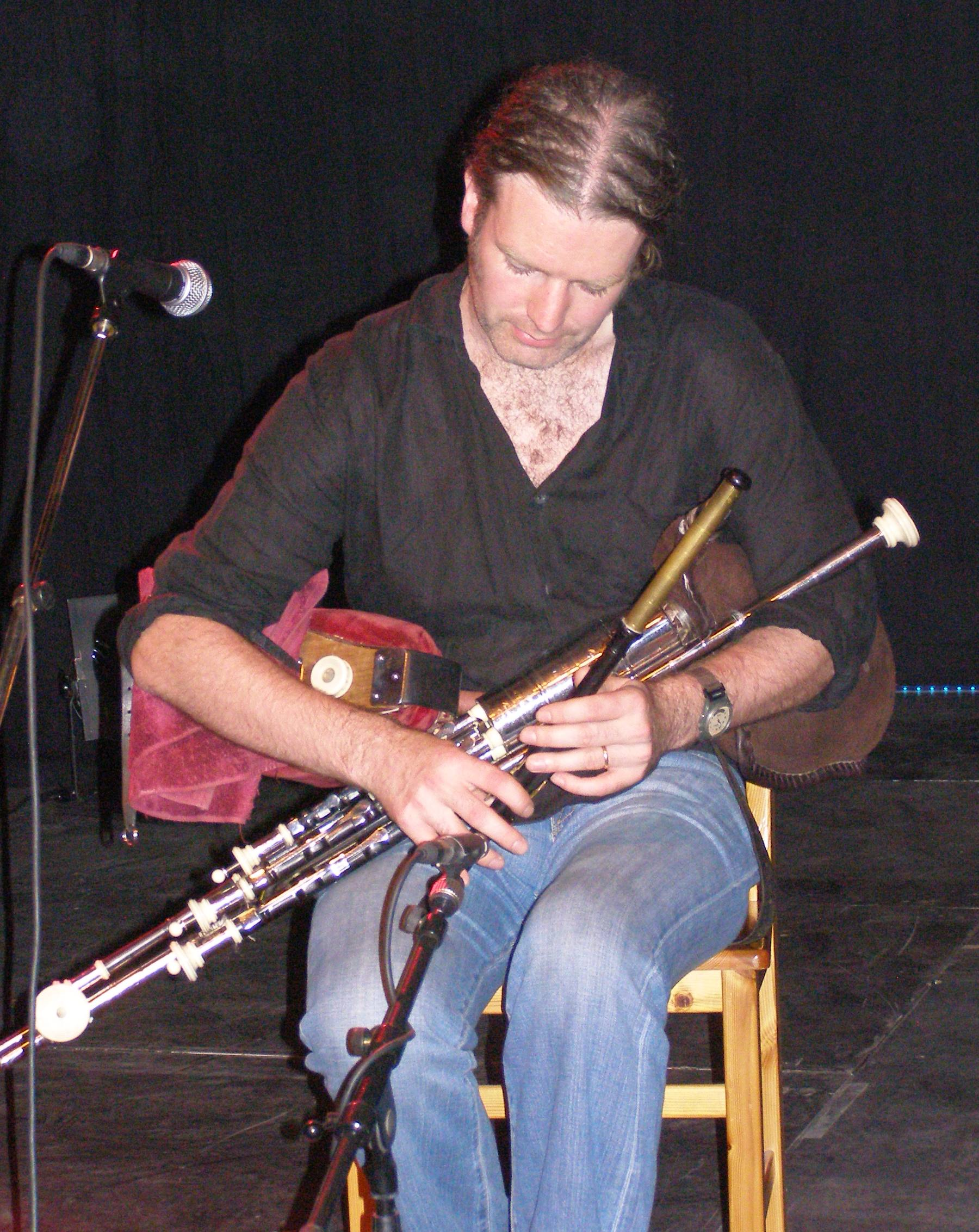
Cillian Vallely grający na uilleann pipes

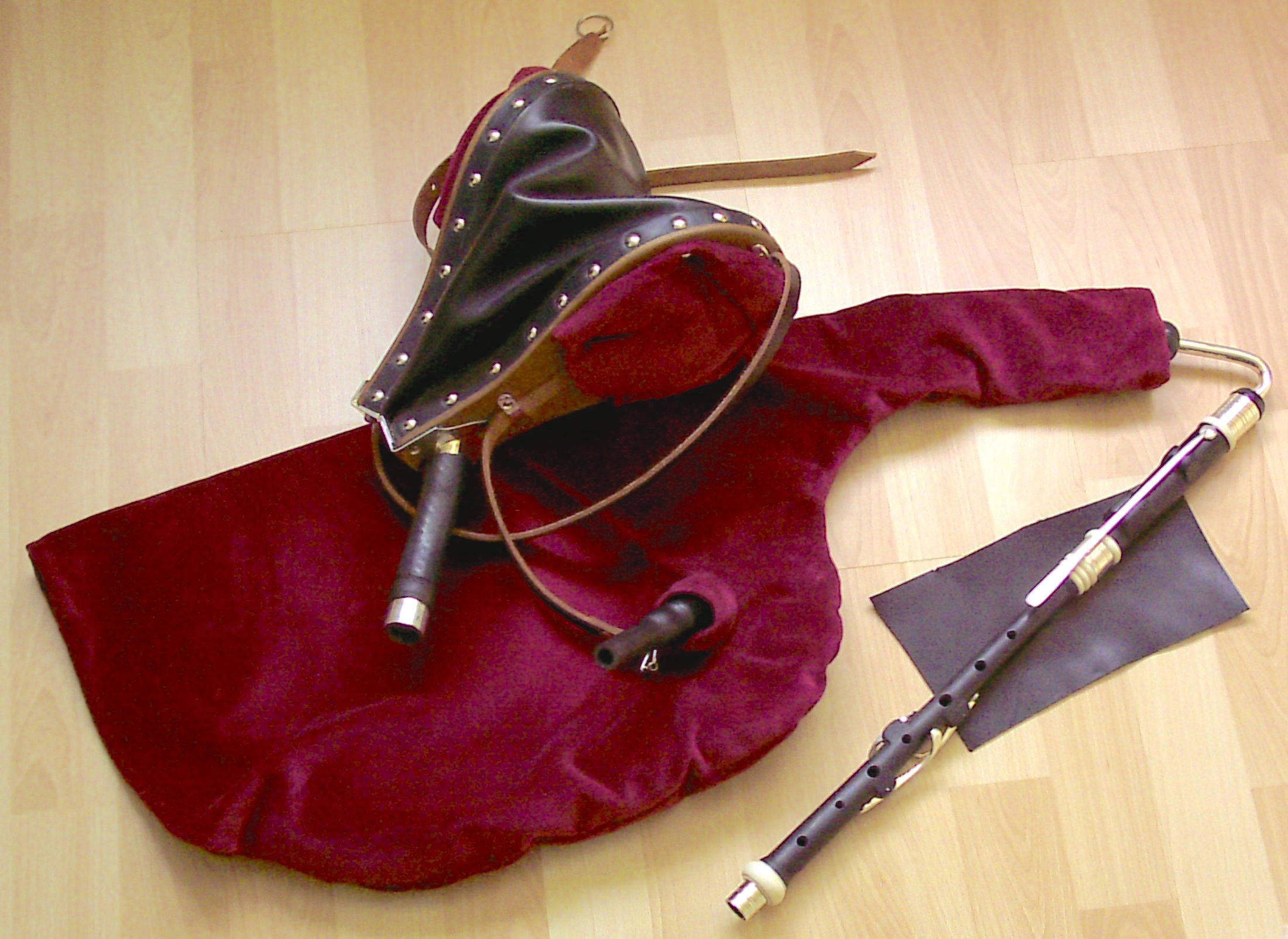
Zestaw uilleann pipes dla początkujących

Uilleann pipes (wym. [ˈɪlən]; irl. píobaí uilleann) lub union pipes – odmiana dud popularna w Irlandii. 
Uilleann pipes pochodzą z początku XVIII wieku, konstrukcja powstawała na bazie ówczesnych Great Irish Warpipes używanych w Irlandii i podobnych Great Highland Bagpipe ze Szkocji.
Ze względu wykorzystywanie w trakcie grania łokcia, irlandzka nazwa przyjęła formę uilleann pipes (uilleann znaczy łokieć).
Dudy te składają się podobnie jak standardowe: ze zbiornika, piszczałek melodycznych zaopatrzonych w stroiki oraz rurkę, przy pomocy której do zbiornika wdmuchuje się powietrze. Dudy te dają możliwość zagrania dwóch oktaw.
W 2017 roku gra na dudach uilleann pipes została wpisana na listę niematerialnego dziedzictwa UNESCO.